# Zivilgesetzbuch (Schweiz)

Ausgabe der Bundeskanzlei

Das Schweizerische Zivilgesetzbuch, kurz ZGB (französisch Code civil suisse (CC), italienisch Codice civile svizzero (CC), rätoromanisch Cudesch civil svizzer), ist die Kodifikation der zentralen Teile des schweizerischen Privatrechts. Formell ein Teil des ZGB (sog. code unique), aber in der Systematik als eigenes Gesetzbuch ausgegliedert ist das Obligationenrecht (OR).

## Geschichte und Charakter
Das ZGB wurde von Eugen Huber im Auftrag des Bundesrats entwickelt und im Jahre 1907 vollendet. Es trat im Jahre 1912 in Kraft.
Zuvor hatte Huber eine vierbändige systematische Übersicht über die Geschichte und Gegenwart des Privatrechts der einzelnen Kantone erarbeitet (System und Geschichte des schweizerischen Privatrechtes, Basel 1886–1893). Den stärksten Einschlag im neuen ZGB fand das damalige, von Johann Caspar Bluntschli entworfene Privatrechtliche Gesetzbuch für den Kanton Zürich, das auch in der Ostschweiz rezipiert worden war, jedoch wurden auch Züge der auf dem Code Napoléon basierten Gesetze der Westschweiz und des Tessins sowie der auf dem österreichischen Allgemeinen Bürgerlichen Gesetzbuch gründenden Gesetze Berns, Luzerns, Solothurns und des Aargaus berücksichtigt.
Rechtshistorisch betrachtet ist das ZGB wie das deutsche Bürgerliche Gesetzbuch eine pandektistische Kodifikation.
Genauso wie das Obligationenrecht ist das ZGB dreisprachig verfasst, in den Amtssprachen Deutsch, Französisch und Italienisch. Alle Versionen sind gleichermassen verbindlich.

## Gliederung

### Einleitung (Art. 1 bis 10 ZGB)
1. Gesetzes-, Gewohnheits- und Richterrecht (Art. 1 ZGB)
Art. 1 ZGB beantwortet die Frage, wie der Richter zur anwendbaren, in Kraft stehenden Rechtsregel zu gelangen hat. Gemäss Art. 1 Abs. 1 ZGB hat sich der Richter in einem ersten Schritt am Wortlaut einer Norm zu orientieren. Diese grammatische Auslegung ist aber nicht die einzige Auslegungsmethode, die der Richter zur Ermittlung des Inhaltes eines gesetzgeberischen Gedankens zu verwenden hat. Es steht ihm vielmehr ein Methodenpluralismus zur Verfügung, den er einzelfallgerecht zu nutzen hat. Zu erwähnen sind z. B. die Auslegung aus dem Gesetzeszusammenhang (systematisches Element), die zweckorientierte (teleologische) oder die historische Auslegung.
Ist dem Gesetz für den konkreten Lebenssachverhalt keine Regel zu entnehmen, obwohl diese erforderlich wäre, liegt eine Gesetzeslücke vor. Diese ist insbesondere vom so genannten «qualifizierten Schweigen» des Gesetzgebers abzugrenzen. Letzteres liegt vor, wenn das Gesetz eine stillschweigende Verneinung enthält.
Gestützt auf das Gewaltenteilungsprinzip wäre der Gesetzgeber für die Lückenfüllung zuständig. Dies ausnahmslos umzusetzen ist nicht praktikabel. Entsprechend hat das ZGB dem Richter in Art. 1 Abs. 2 ZGB Pflichten zur Lückenfüllung übertragen. Fehlt Gewohnheitsrecht, dessen Bedeutung in der Schweiz äusserst gering ist, soll der Richter die Lücke durch die Bildung einer Regel füllen, die er als Gesetzgeber aufstellen würde. Als Hilfsmittel hat er dabei bewährte Lehre und Überlieferung, d. h. die Erkenntnisse aus wissenschaftlichen Auseinandersetzungen, und die Gerichts- resp. Verwaltungspraxis zu berücksichtigen.
2. Treu und Glauben sowie Rechtsmissbrauch (Art. 2 ZGB)
Gemäss Art. 2 Abs. 1 ZGB hat jedes Rechtssubjekt nach Treu und Glauben zu handeln. Norminhalt ist also das faire, anständige Verhalten im Rechtsalltag und der diesbezügliche Vertrauensschutz. So ist z. B. die rechtliche Grundlage für die gegenseitige Aufklärungspflicht von Parteien, die in Vertragsverhandlungen stehen (Culpa in contrahendo), in Art. 2 ZGB verankert. Ebenso wird die Haftung für berechtigtes, aber enttäuschtes Vertrauen im Rahmen einer rechtlichen Sonderverbindung (Vertrauenshaftung) auf ZGB 2 zurückgeführt.
Art. 2 Abs. 2 ZGB weist den Richter an, den Schutz bei offensichtlichem Missbrauch eines Rechtes zu versagen. In Anwendung dieser Rechtsregel hat das Bundesgericht etwa festgehalten, dass ausnahmsweise über die rechtliche Selbstständigkeit einer juristischen Person hinweggesehen werden könne, wenn diese im Einzelfalle rechtsmissbräuchlich geltend gemacht werde. Diesfalls sei es zu rechtfertigen, von der beherrschten Person auf die beherrschende durchzugreifen.
3. Guter Glauben – Schutzvoraussetzungen (Art. 3 ZGB)
Der gute Glaube wird nicht generell geschützt. Schutz erfährt er dort, wo das Gesetz eine Rechtsfolge an das Vorhandensein des guten Glaubens anknüpft. Das Bestehen des guten Glaubens wird gemäss Art. 3 Abs. 1 ZGB vermutet und kann somit durch den Nachweis der Bösgläubigkeit widerlegt werden. Erkennt aber ein Gutgläubiger einen Rechtsmangel deshalb nicht, weil er die gebotene Aufmerksamkeit unterlässt, wird er wie ein Bösgläubiger behandelt. In diesem Sinne hat das Bundesgericht z. B. einem Occasionshändler den Gutglaubensschutz verweigert, der einen gestohlenen Ferrari gekauft hat, ohne die dazugehörigen Papiere in angemessener Weise zu prüfen.
4. Billigkeitsentscheide (Art. 4 ZGB)
Gemäss Art. 4 ZGB soll der Richter dort, wo das Gesetz Formulierungen wie z. B. Würdigung der Umstände oder wichtige Gründe wählt, nach Billigkeit entscheiden. Ebenso ist zu verfahren, wenn ein Rechtsinstitut aufgrund seiner Natur dies verlangt. Die in Frage stehenden Interessen sind objektiv zu erfassen und sorgfältig abzuwägen, um eine sachgerechte Entscheidung zu fällen.
5. Privatrecht des Bundes – Privatrecht der Kantone (Art. 5 ZGB)
Das ZGB (inkl. OR) regelt das Privatrecht unter Vorbehalt bestimmter Sondergebiete (z. B. VVG) umfassend und ausschliesslich. Allfällige Gesetzeslücken sind aus dem ZGB heraus zu schliessen. Eine kantonale Rechtssetzungskompetenz besteht nur so weit, als sie im Bundesrecht ausdrücklich vorbehalten ist. Zu den zentralen Rechtsquellen des vorbehaltenen kantonalen Rechtes gehören die Einführungsgesetze zum ZGB.
6. Bundesprivatrecht – öffentliches Recht der Kantone (Art. 6 ZGB)
Art. 6 ZGB weist darauf hin, dass die Kantone im Rahmen des öffentlichen Rechtes eine eigenständige Rechtssetzungskompetenz gegenüber dem Bundesprivatrecht besitzen. Sie müssen dabei folgende drei, vom Bundesgericht entwickelte Bedingungen kumulativ erfüllen: 1) Soweit der Bundesgesetzgeber eine abschliessende Regelung getroffen hat, besteht kein Raum für das kantonale Recht. 2) Die kantonale öffentlichrechtliche Regel muss als Grundlage ein vertretbares öffentliches Interesse ausweisen. 3) Die öffentlichrechtliche Normierung darf dem Sinn und Geist des Bundesprivatrechtes nicht zuwiderlaufen. Es darf letzteres nicht in hohem Masse erschweren oder sogar vereiteln.
7. ZGB – OR (Art. 7 ZGB)
Das Obligationenrecht (OR) ist als 5. Teil des ZGB erlassen worden. ZGB und OR gehören mit anderen Worten materiell zusammen. Entgegen dem Wortlaut von Art. 7 ZGB können generell die allgemeinen Bestimmungen des OR auf andere zivilrechtliche Verhältnisse analoge Anwendung finden. Inwieweit die Bestimmungen des OR zu übernehmen sind, ist im Einzelfall sorgfältig zu prüfen. So ist z. B. der Grundlagenirrtum (Art. 24 Abs. 1 Ziff. 4 OR) beim Erbvertrag analog anwendbar. Auch Bestimmungen anderer Teile des OR sind unter Umständen analog anwendbar. Im Übrigen finden umgekehrt auch Bestimmungen des ZGB auf das OR entsprechende Anwendung.
8. Beweis(-last) (Art. 8 ZGB)
Ein ordentlicher Zivilprozess wird dadurch geprägt, dass die Parteien im Hauptverfahren ihre Tatsachenbehauptungen darlegen. Rechtserhebliche Tatsachenbehauptungen, die von der Gegenpartei bestritten werden, müssen bewiesen werden. Art. 8 ZGB regelt, wer den Beweis zu führen bzw. wer die Folgen der Beweislosigkeit zu tragen hat. Unter Vorbehalt gesetzlicher Ausnahmen ist dies diejenige Partei, die aus einer behaupteten Tatsache Rechte ableitet.
9. Beweiskraft öffentlicher Urkunden – Verbot kantonaler Beweisvorschriften (Art. 9 ZGB)
Art. 9 ZGB sieht betreffend öffentliche Register und Urkunden, die vom Bundesprivatrecht vorgesehen sind, einen grundsätzlichen Vertrauensschutz vor. Das Gesetz verankert die Vermutung, dass die öffentlichen Register und Urkunden den richtigen Inhalt wiedergeben. Dieser Schutz erfasst den Urkundeninhalt so weit, als die Urkundsperson diesen aufgrund eigener Wahrnehmung überprüfen kann. Er erstreckt sich somit nicht auf reine Parteibehauptungen. Die Vermutung ist überdies widerlegbar, indem die Unrichtigkeit des Inhalts mit irgendeinem zulässigen Mittel bewiesen wird (Art. 9 Abs. 2 ZGB).
10. Kantonsbefugnis (ausser Kraft getreten)
Art. 10 ZGB verdeutlichte schliesslich und war gültig bis 2011, dass die Kantone nicht befugt sind, für Rechtsgeschäfte, die dem Bundesprivatrecht unterstellt sind, zusätzliche Formvorschriften zu erlassen.

### Erster Teil (Art. 11 bis 89 ZGB)
Der Erste Teil enthält das Personenrecht der natürlichen und der juristischen Personen wie die Rechtsfähigkeit, das Vereinsrecht, das Recht der Stiftungen und Sammelvermögen oder die Beurkundung des Personenstands.

### Zweiter Teil (Art. 90 bis 456 ZGB)
Dieser Teil umfasst das Eherecht, die Verwandtschaft und den Erwachsenenschutz.

### Dritter Teil (Art. 457 bis 640 ZGB)
Der dritte Teil enthält die Abschnitte Die gesetzlichen Erben, Die Verfügungen des Todes wegen, Die Eröffnung, die Wirkung sowie die Teilung der Erbschaft.

### Vierter Teil (Art. 641 bis 977 ZGB)
In diesem existieren die Abschnitte Allgemeine Bestimmungen, Das Grundeigentum, Das Fahrniseigentum, Die Dienstbarkeiten und Grundlasten, Das Grund- sowie Das Fahrnispfand, Der Besitz sowie Das Grundbuch.

### Schlusstitel
Anwendungs- und Einführungsbestimmungen.

### Fünfter Teil (Art. 1 bis 1186 OR)
Das Schuldrecht ist der fünfte Teil des Schweizerischen Zivilgesetzbuches, hat aber eine eigene Artikel-Nummerierung erhalten und ist im Umfang länger als die anderen vier Teile zusammen.

## Rezeption in der Türkei
Das ZGB/OR wurde von Kemal Atatürk weitgehend ins türkische Zivilrecht übernommen (rezipiert). Das heisst jedoch nicht, dass heute der Inhalt des schweizerischen und des türkischen Zivilrechts in allen Bereichen identisch wären, denn einerseits wurden nicht alle Abschnitte deckungsgleich übernommen, und andererseits haben sich die Erlasse der beiden Länder aufgrund zahlreicher Revisionen voneinander entfernt.

## Rezeption in Liechtenstein
Das Sachenrecht des ZGB (Art 641 bis 977 ZGB) wurde 1923 weitgehend im liechtensteinischen Sachenrecht (SR) übernommen (Rezeption). Im ABGB und im PGR sowie im Ehegesetz (Liechtenstein) finden sich weitere Übernahmen aus dem ZGB. Die letzten Änderungen zum ZGB (vor allem hinsichtlich des Grundbuchrechts) wurden zum 1. Oktober 2008 in Liechtenstein übernommen.
Das Erb- und Familienrecht sowie das Schuldrecht in Liechtenstein ist noch weitgehend vom österreichischen ABGB (öABGB) beeinflusst.
Durch die Mitgliedschaft des Fürstentums Liechtenstein im EWR kommt es zu einer weiteren Ergänzung durch europäische Rechtsakte (EU-Recht, z. B. beim Verbraucherschutz, Produkthaftung etc.), und auch das rezipierte Sachenrecht wird dadurch beeinflusst (vgl. z. B. Art 392 bis 399 SR – Finanzsicherheiten – Umsetzung der RL 2002/47/EG).
Mit der letzten Teilnovelle des SR zum 1. Oktober 2008 wurde der dingliche Eigentumsvorbehalt in Liechtenstein wegen Bedeutungslosigkeit aufgehoben (gilt im ZGB nach wie vor). Weitere Anpassungen des liechtensteinischen Gesetzgebers und das Zusammenwirken mit dem ABGB und dem PGR führen zu unterschiedlichen Auswirkungen gleichlautender Bestimmungen im ZGB bzw. SR.